# Bainghen
Bainghen település Franciaországban, Pas-de-Calais megyében. Lakosainak száma 214 fő (2022. január 1.). Bainghen Hocquinghen, Longueville, Nabringhen, Surques és Herbinghen községekkel határos.

## Népesség
A település népességének változása:
| Lakosok száma | 203  | 227  | 233  | 227  | 223  | 218  | 217  | 215  | 214  |
|               | 2013 | 2015 | 2016 | 2017 | 2018 | 2019 | 2020 | 2021 | 2022 |